# Parallel Line Internet Protocol
Parallel Line Internet Protocol (PLIP) представляет собой протокол канального уровня для непосредственного обмена данными между компьютерами с использованием параллельного порта, обычно используемого для подключения к принтеру.

## Описание
Для соединения используется кабель, соединяющий пять выходных контактов параллельного порта с пятью входными на другом порту. 
Из-за отсутствия внутренней синхронизации, её осуществляют программно: из пяти контактов порта четыре используются для передачи данных (называются линиями данных), а пятый – для синхронизации. Логические значения на этих контактах могут считываться или записываться непосредственно программным обеспечением. Такой подход к передаче данных сильно ухудшает производительность системы, так как производится большая нагрузка на процессор.
Перед передачей байта выполняется его разбиение на два куска по четыре бита. Затем каждый полубайт передается по четырем контактам соответственно, а пятый указывает принимающей стороне, что полубайт готов к чтению. После того, как принимающая сторона прочитала полубайт, она переключает свой контакт синхронизации, чтобы сообщить передатчику, что полубайт был прочитан и можно отправлять новый. Обе стороны используют контакт синхронизации для того, чтобы указать, что операция (чтение или запись) выполнена.
Например, передача полубайта 0010 выполняется следующим образом:
| Линия данных | Контакт синхронизации | Операции |
| ------------ | --------------------- | --- |
| 00010        | 0xxxx                 | Передатчик устанавливает линии данных на 0010                                                                                      |
| 10010        | 0xxxx                 | Передатчик переключает контакт синхронизации Принимающая сторона обнаруживает переключатель и считывает 0010                       |
| 10010        | 1xxxx                 | Принимающая сторона переключает контакт синхронизации Передатчик обнаруживает это и процедура повторяется для следующего полубайта |

Перед передачей данных каждый пакет инкапсулируется в PLIP-пакет, который отправляется с использованием вышеописанного протокола. Инкапсулированный пакет выглядит следующим образом:
- Длина пакета: 2 байта, порядка от младшего к старшему
- Ethernet-заголовок, использующийся для обратной совместимости
- IP-пакет
- Контрольная сумма: 1 байт, вычисляется как сумма по модулю 256 от байтов в пакете

Для надежной передачи данных с помощью PLIP должны решаться три проблемы:
1. Исходящие пакеты должны передаваться асинхронно с остальной системой (передача должна происходить вне нормального вычислительного потока).
2. Входящие пакеты также должны быть получены асинхронно, и они должны иметь возможность уведомлять драйвер устройства о получении информации.
3. После отказа какого-либо компонента сети должна сохраняться работоспособность системы в целом.

## Оборудование
Для передачи данных по четыре бита за раз используется стандартный нуль-модемный кабель (DB-25), являющийся стандартным кабелем для подключения к принтеру. Обычно такой кабель называется «Null Printer» или «Turbo Laplink».

## Аналогичные методы
Аналогичным методом для последовательных портов является Serial Line Internet Protocol (SLIP) с использованием нуль-модемных кабелей. Метод основан на стандарте «Crynwr», разработанном Рассом Нельсоном.